# Giambattista Passerini
Giambattista Passerini (Casto, 27 settembre 1793 – Zurigo, 16 settembre 1864) è stato un filosofo, traduttore e patriota italiano.

## Biografia
Nacque a Casto, in provincia di Brescia, da Giacomo Passerini e Lucia Zanetti. Studiò a Brescia nel collegio Sant'Antonio e poi al seminario vescovile, per essere ordinato sacerdote nel 1817.
Avvicinatosi tuttavia agli ideali liberali circolanti negli ambienti patriottici lombardi, nel 1821 dismise l'abito sacerdotale. Dopo un coinvolgimento nella «cospirazione bresciana» condotta da Filippo Ugoni e diretta da Federico Confalonieri, la repressione austriaca che ne seguì convinse Passerini ad espatriare nel 1823 in Svizzera, da dove effettuò vari spostamenti anche in Belgio, Germania, Francia e Inghilterra.
Nel 1826, a Berlino, entrò in contatto con i filosofi Schleiermacher, Hegel, Eduard Gans, mentre a Parigi conobbe nel 1828 Victor Cousin, e partecipò alle insurrezioni del luglio 1830. Si trasferì quindi a Ginevra dove fece da tramite fra alcuni insurrezionalisti italiani attivi nel Lombardo-Veneto ed altri rifugiati a Parigi riuniti sotto Filippo Buonarroti. Il fallimento dei moti del 1830-31 lo costrinse a spostarsi a Lugano, e in seguito a Zurigo, dove si stabilì definitivamente.
Aveva maturato intanto posizioni filosofiche e religiose vicine ai temi della teologia e dell'idealismo tedeschi, da lui esposte sul giornale mazziniano Il Tribuno, e a seguito delle quali diede alle stampe alcuni lavori presso editori del Canton Ticino quali Giuseppe Ruggia, la Libreria Elvetica di Capolago, la Tipografia della Svizzera italiana di Lugano.
A Zurigo Passerini aderì al protestantesimo zwingliano, e nel 1840 sposò la cantante lirica Maria Hardmeyer, da cui ebbe una figlia, Eloisa. Da allora la sua attività si rivolse esclusivamente agli studi filosofici, e all'opera di traduzione di vari autori, in particolare Campanella, Fichte, Hegel. In Svizzera ebbe modo inoltre di incontrare personalmente gli esuli Giuseppe Mazzini, Vincenzo Gioberti, e Francesco De Sanctis.
Fu solo nel 1859, dopo la morte della moglie, che Passerini decise di tornare saltuariamente in Italia, in occasione della seconda guerra d'indipendenza, soggiornando a Brescia e a Milano. Fu qui che si ammalò nell'estate 1864, chiedendo di essere riportato a Zurigo, dove morì a settembre.

## Pensiero e opere

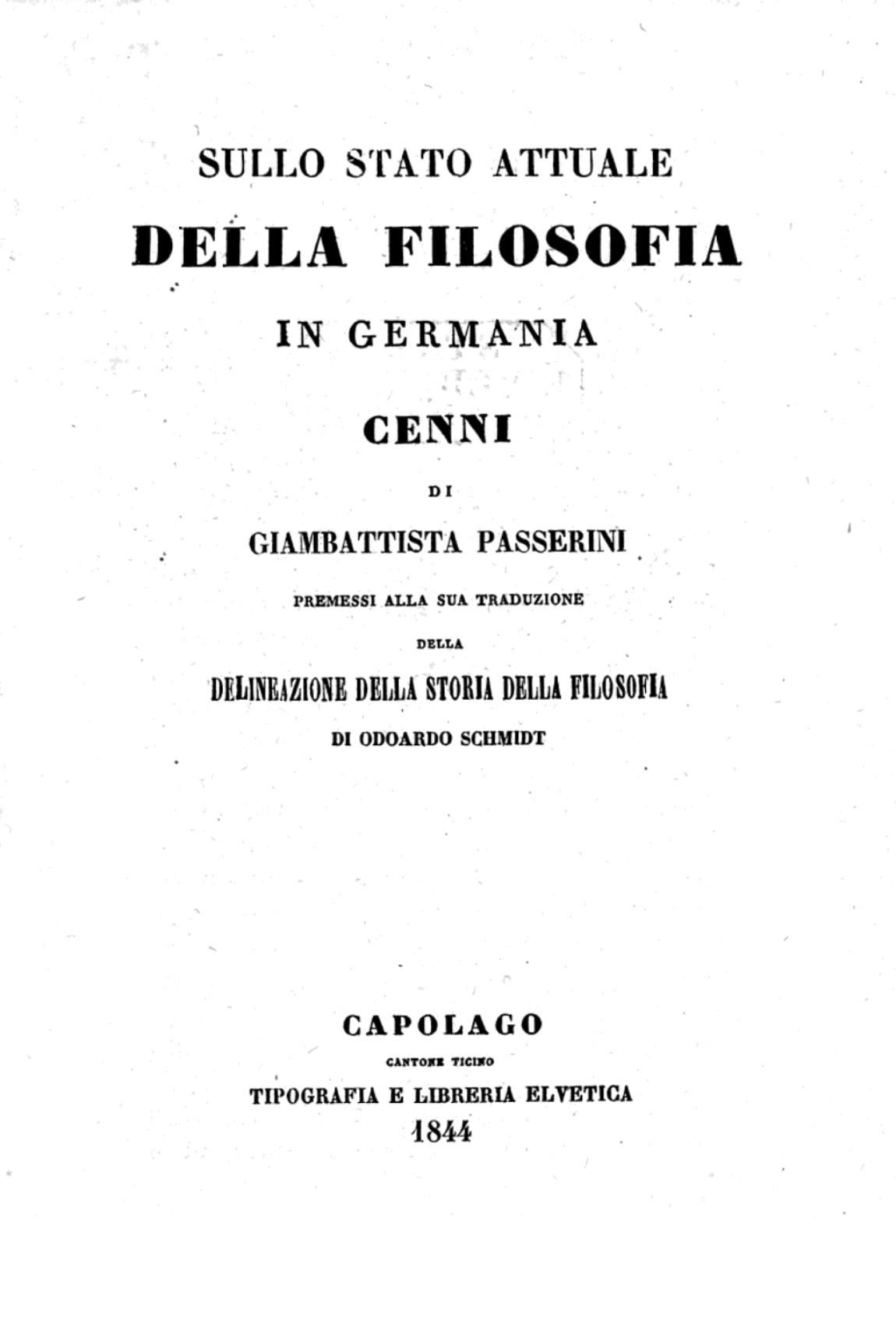
Frontespizio del trattato Sullo stato attuale della filosofia in Germania, di Giambattista Passerini (1844)

Col suo lavoro di interprete e traduttore, sebbene di scarsa originalità, Giambattista Passerini fu tra i primi ad aver importato in Italia le dottrine idealistiche tedesche, tra cui la  Filosofia della Storia di Hegel che potè così essere letta soprattutto da studiosi napoletani come Cusani, Ajello, Gatti, Tari, De Meis, contribuendo allo sviluppo del neohegelismo nel Meridione.
Da queste opere egli trasse personalmente una concezione panteistica della religione, e la visione di una filosofia della storia come costante progresso sociale e spirituale. Distanziandosi dall'eclettismo di Cousin, aderì a un metodo d'interpretazione hegeliano con cui delineava le tappe di questa evoluzione, a partire dalla filosofia italiana del Rinascimento, della quale condivise l'utopia politico-religiosa di Tommaso Campanella di una società comunista egualitaria fondata su basi spirituali, esprimendone una valutazione riguardo sia al suo aspetto ideale, sia a quello più concretamente reale.
La sua «storia della filosofia della storia» vedeva in Giambattista Vico l'iniziatore dell'idea di progresso, continuata attraverso la rivoluzione kantiana nei massimi esponenti dell'dealismo tedesco, Fichte, Schelling, e soprattutto Hegel. Di quest'ultimo, studiato da una prospettiva accostabile alla sinistra hegeliana, nell'opuscolo Sullo stato attuale della filosofia in Germania, Passerini rilevò tuttavia l'insufficienza della deduzione logica operata nel passaggio dalla teoria alla prassi.
Di Fichte analizzò il pensiero politico esposto nello Stato commerciale chiuso, da lui assimilato ad una società comunista in cui ogni proprietà risulta accentrata nelle mani statali. L'utopismo di Platone, Tommaso Moro e Campanella vi è associato a una concezione progressista e liberale, attenta anche alle differenze tra comunismo e socialismo nelle loro ripercussioni pratiche ed economiche.
Il testamento spirituale di Passerini è consegnato ai suoi Pensieri filosofici del 1863, editi a Milano dalla stamperia di Pietro Agnelli, articolato in tre parti: filosofia teoretica, filosofia pratica e filosofia sociale.

## Lavori di traduzione
- Manuale di filosofia, di August Matthiae, traduzione dal tedesco, con un saggio della nuova filosofia francese di Victor Cousin [prefazione ai suoi Fragments philosophiques], Lugano, Tip. di Giuseppe Ruggia, 1829
- Filosofia del cristianesimo, contenente Filosofia della rivelazione di Bernhard Heinrich Blasche, e Lezioni sul cristianesimo di Wilhelm Martin Leberecht De Wette, Lipsia, Weidmann, 1833 [5]
- La Città del Sole, di Tommaso Campanella, traduzione dal latino, Lugano, Tip. di Giuseppe Ruggia, 1836
- Filosofia della storia, di G.G. Federico Hegel, compilata da Edoardo Gans, Capolago, Tipografia e Libreria Elvetica, 1840
- Delineazione della storia della filosofia, di Odoardo Schmidt, tradotta dal tedesco, Capolago, Tipografia e Libreria Elvetica, 1844
- Dell'ottimo ordinamento di uno Stato e mezzi per guarentirlo dai mali della concorrenza interna ed esterna, di G.W. Fichte [traduzione de Lo Stato commerciale chiuso], Lugano, Tipografia della Svizzera Italiana, 1851